# Ахметовська
Ахметовська — станиця в Лабінському районі Краснодарського краю. Центр Ахметовського сільського поселення.
Розташована за 60 км на південний-схід від Лабінську, на кордоні з Карачаєво-Черкесією. Ахметовська є на правому березі Великої Лаби, де її долина розширюється, виходячи на рівнину. Оточена горами, вкритими широколистяним лісом (граб, бук).
Станицю засновано у 1861. Входила в Лабінський відділ Кубанської області.

## Відомі особи
- Чумаченко Віктор Кирилович - кандидат філологічних наук, професор (2005), заслужений працівник культури Кубані, Адигеї і України. Член НТШ.